# فيلي كروس
فيلي كروس (بالإنجليزية: Willie Cross)‏ (1875 في المملكة المتحدة - 12 أبريل 1949) هو لاعب كرة قدم بريطاني (وحمل سابقاً جنسية المملكة المتحدة لبريطانيا العظمى وأيرلندا) في مركز الهجوم. لعب مع نادي برينتفورد.